# Belz, Morbihan
Belz är en kommun i departementet Morbihan i regionen Bretagne i nordvästra Frankrike. Kommunen ligger i kantonen Belz som tillhör arrondissementet Lorient. År 2022 hade Belz 3 869 invånare.

## Befolkningsutveckling
Antalet invånare i kommunen Belz
| Referens: INSEE |